# Radio Onda Ligure 101
Radio Onda Ligure 101 (nota anche semplicemente come Onda Ligure) è un'emittente radiofonica privata italiana, che trasmette dal 1977  in Liguria e in basso Piemonte.

## Storia
L'emittente nasce nel 1977 ad Albenga e agli inizi trasmetteva in diretta dalle 7:30 alla mezzanotte, con musica, intrattenimento, notiziari e sport. A partire dagli anni 80 inizia ad incrementare la propria rete di ripetitori, estendendo la copertura al capoluogo provinciale (Savona), raggiungendo anche le mete turistiche di Spotorno, Varazze e dell'entroterra, con la Val Bormida, partecipando inoltre agli eventi sul territorio come radio ufficiale. A fine decennio debutta anche la gemella Onda Ligure Music, radio di flusso caratterizzata da una rotazione continua di musica italiana ed internazionale, mentre nel 1990 nasce Onda Ligure Italia, terza rete del gruppo caratterizzata dalla rotazione di musica italiana. Nello stesso periodo il network raggiunge con i suoi segnali la provincia di Imperia, sino alla città di Ventimiglia. Con il nuovo millennio la radio giunge a Genova e successivamente amplia la propria programmazione, in diretta dalle 6:30 alle 20:00.

## Programmi
La programmazione della radio è basata principalmente su intrattenimento, musica informazione e sport, con programmi e rubriche specifiche al servizio dei cittadini.
- Onda Ligure News: radiogiornale con notizie nazionali e internazionali a cura della redazione romana dell'emittente, va in onda in differenti edizioni durante la giornata ogni ora a partire dalle 7:30 sino alle 19:30.
- Onda Ligure News - Pagina Locale: radiogiornale locale con notizie dal ponente ligure e non solo, curato dalla redazione albenganese ed in onda con più edizioni (8:10 - 12:00 - 14:00 - 18:00 e 20:00; approfondimento in diretta del quotidiano online Savonanews e Sanremonews alle 10:00 e 16:00).
- L'oroscopo di Marta: rubrica di astrologia in onda ogni mattina alle 00:15 - 7:20 e alle 9:20 .
- Radio Date: tutte le novità discografiche della settimana in onda nel weekend dalle 11:30, in replica il lunedì.
- Top 20: la classifica delle canzoni più trasmesse in radio, il sabato pomeriggio dalle 18:00 e la domenica mattina dalle 10:00.
- Classificando: i successi del momento in rotazione, in onda dal lunedì al venerdì, in attesa della Top 20.
- Happy Hour-l'aperitivo di Onda Ligure: Live dalle 17 alle 19 dal lunedì al venerdì, condotto da Federico Bruzzese in alternanza con "Lo zio" (Maurillo Giordana), con i migliori brani del momento e i "classiconi", i successi che hanno fatto la storia della musica.
- Happy Hour Sport: Programma a tema sportivo in onda dal lunedì al venerdì dalle 19 alle 19:30.
- Sindaco In Onda: trasmissione che vede ospiti per un'ora di diretta i primi cittadini della provincia di Savona e di Imperia.